# 존 클라크
존 클라크(John Clarke, 1948년 7월 29일 ~ 2017년 4월 9일)는 뉴질랜드의 배우이다.
파머스턴노스에서 태어났으며 그램피언스 국립공원에서 사망하였다. 사인은 심근 경색이다.

## 영화
- 태양의 서커스 월드 어웨이 (2012년) - 슬픈 광대 역
- 킹콩 (2005년)
- 크래커잭 (2002년)
- 신을 고소한 사나이 (2001년)
- 암본의 심판 (1990년)
- 네버 세이 다이 (1988년)
- 패터슨 대소동 (1987년)
- 우리 생애 나날들 (1965년)
- 핑거 온 더 트리거 (1965년)
- 도망자 (1963년)
- 매드 매드 대소동 (1963년)
- 딜론 보안관 (1955년)